# راجحة (اسم)
راجحة هو اسم علم مؤنث من أصل عربي، ومعناه هو الكثيرة الفهم والإدراك.

## شخصيات تحمل الاسم
- راجحة القدسي

## وصلات خارجية
- موسوعة السلطان قابوس لأسماء العرب نسخة محفوظة 5 أبريل 2019 على موقع واي باك مشين.